# HD30210
HD30210 — хімічно пекулярна зоря спектрального класу A2, що має видиму зоряну величину в смузі V приблизно  5,4.
Вона  розташована на відстані близько 266,5 світлових років від Сонця.

## Фізичні характеристики
Зоря HD30210 обертається 
досить швидко 
навколо своєї осі. Проєкція її екваторіальної швидкості на промінь зору становить  Vsin(i)= 73км/сек.